# Rožský dub
Rožský dub (nebo též Rožanský dub, Božský dub) je památný strom u osady Rohy nedaleko vsi Bohy. Dub letní (Quercus robur) stojí nedaleko hráze zaniklého rybníka, je starý přibližně 320 let, měřený obvod kmene dosahuje 535 cm a výška 17 m (měření 1977). Chráněn od roku 1978 pro svůj vzrůst.